# Lady Audley's Secret
Lady Audley's Secret er en amerikansk stumfilm fra 1915 af Marshall Farnum.

## Medvirkende
- Theda Bara som Helen Talboys.
- Riley Hatch som Luke Martin.
- Clifford Bruce som George Talboys.
- Warner Richmond som Sir Michael Audley